# Carnaval des femmes

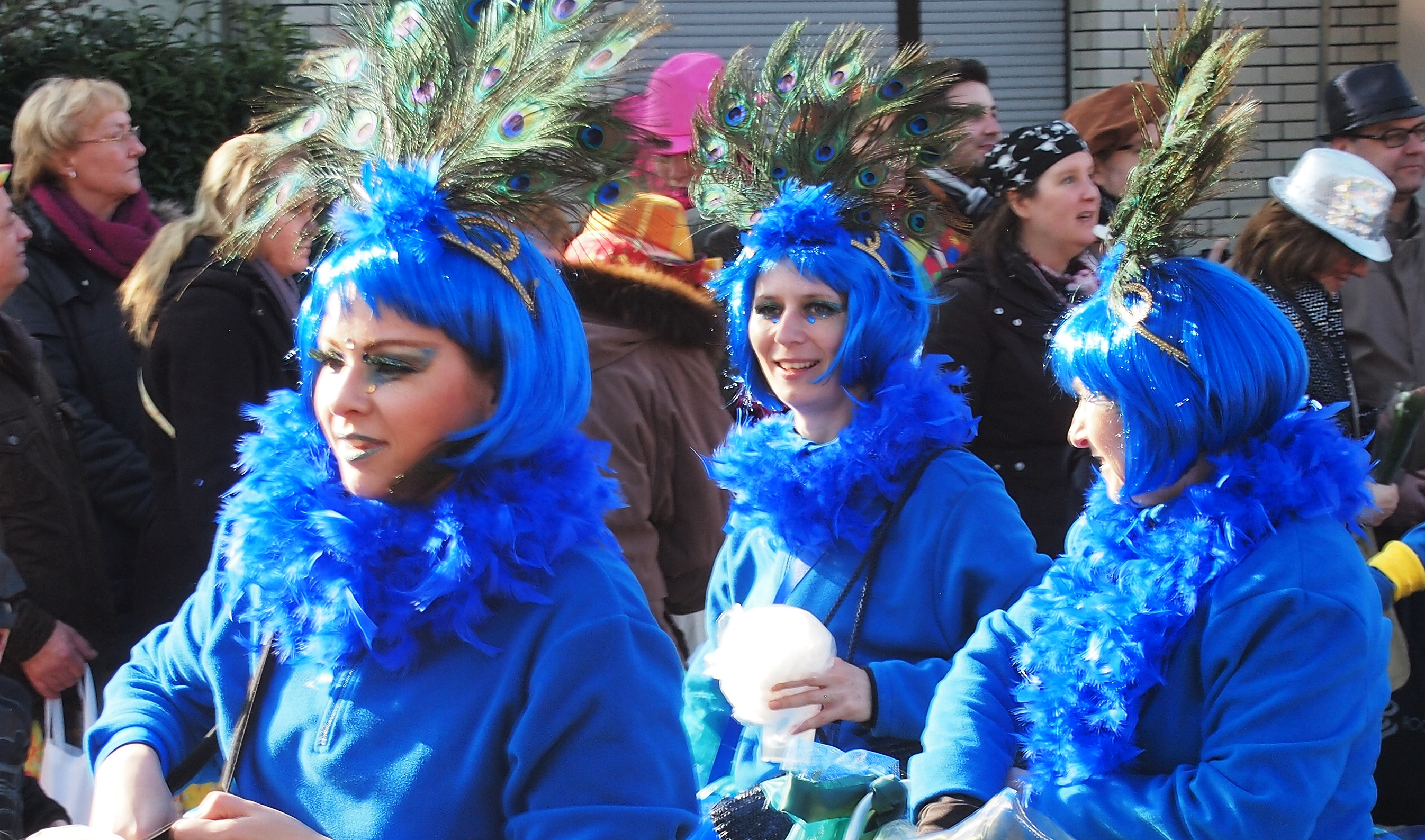

Le carnaval des femmes (Weiberfastnacht en allemand) est une fête se déroulant dans certaines régions d'Allemagne durant le Jeudi gras. Durant cet évènement, les femmes se déguisent et coupent les cravates des hommes qu'elles rencontrent pour les dépouiller symboliquement de leur supériorité masculine.

## Histoire
La tradition de cette fête veut que durant cette journée les femmes prennent le contrôle de rôles privilégiés habituellement réservés aux hommes.
Helene Henderson et Sue Ellen Thompson rapportent que cette fête est instituée à Cologne durant le XIXe siècle où les femmes prennent le contrôle et coupent les cravates des hommes qu'elles rencontrent, ceci constituant une revanche car les femmes étaient exclues du carnaval principal.